# Marzena Nykiel
Marzena Nykiel (ur. w Zawierciu) – polska publicystka i dziennikarka.

## Życiorys
Urodziła się w Zawierciu. Absolwentka tamtejszego II Liceum Ogólnokształcącego im. Heleny Malczewskiej w Zawierciu z 1997. Absolwentka filozofii i dwuletniego podyplomowego studium dziennikarskiego na Katolickim Uniwersytecie Lubelskim oraz podyplomowego studium produkcji filmowej i TV w Łódzkiej Szkole Filmowej.
Była wydawcą i producentem programów telewizyjnych oraz kierownikiem produkcji filmowej. Zatrudniona w TVP pracując przy produkcji m.in. gal Telekamery, na stanowisku kierownika produkcji programu Warto rozmawiać, wicenaczelnej Redakcji Programów Edukacyjnych, Dziecięcych i Młodzieżowych w TVP1, drugiego kierownika produkcji serialu telewizyjnego Hotel pod żyrafą i nosorożcem oraz  serialu Ojciec Mateusz.
Autorka książki Pułapka Gender. Karły kontra orły. Wojna cywilizacji, w której - jak stwierdziła - opisała  „potężne zagrożenie gender, stanowiące element wojny cywilizacyjnej”. Publikowała w „Rzeczpospolitej”, „Głosie Katolickim” oraz w tygodnikach „Uważam Rze” i „w Sieci”. Od 1 października 2014 jest redaktorem naczelnym portalu wPolityce.pl.

## Nagrody i odznaczenia
- W 2012 nagrodzona Tulipanami Narodowego Dnia Życia za rzetelne przedstawianie szeroko rozumianej problematyki rodzinnej[5]. W 2014 uhonorowana tytułem Ambasadora Życia i Rodziny przez Centrum Wspierania Inicjatyw dla Życia i Rodziny[6].

- Medal „Pro Patria” (2023)[7]

## Publikacje
- Pułapka Gender. Karły kontra orły. Wojna cywilizacji. Kraków: Wydawnictwo M, 2014. ISBN 978-83-7595-880-5.
- Rozmawiając o gender. Argumenty bez mitów. Warszawa: Wydawnictwo Sióstr Loretanek, 2015. ISBN 978-83-7257-708-5.
- We wszystkim Chrystus. O Narodzie, Kościele, mediach i rodzinie z biskupem Stanisławem Stefankiem TChr rozmawia Marzena Nykiel. Łomża: SpesMediaGroup, 2015. ISBN 978-83-938926-6-2.